# الدار (طنبان)

تعديل مصدري - تعديل

الدار محلة تابعة لقرية طنبان، التابعة لعزلة خودان بمديرية يريم إحدى مديريات محافظة إب في الجمهورية اليمنية، بلغ تعداد سكانها 27 حسب تعداد اليمن لعام 2004.